# Laura Mersini
Laura Mersini-Houghton (Tirana, ...) è una fisica e cosmologa albanese.
Insegna fisica all'Università del Nord Carolina a Chapel Hill dal gennaio 2004.

## Biografia
Ha ricevuto la laurea dall'Università di Tirana in Albania, sua nazione d'origine, e ha conseguito il PhD nel 2000 all'University of Wisconsin-Milwaukee.
Ha compiuto studi in vari campi della fisica e della cosmologia, interessandosi soprattutto della possibilità di generare energia oscura dalle fisiche transplanckiane nella teoria delle stringhe, teorie di campo quantistico e gravitazionale nello spazio curvo, e in mondi brana a più dimensioni.
Dopo che il telescopio spaziale WMAP ha individuato una macchia fredda nella radiazione cosmica di fondo, dal diametro di 900 milioni di anni luce, Laura Mersini ha teorizzato che l'anomalia potrebbe essersi l'impronta generata dall'interazione del nostro universo in entanglement quantistico con un altro universo dietro al nostro, prima che gli stessi venissero separati dall'inflazione. Secondo Mersini-Houghton «Questa previsione si inserisce nella teorie delle stringhe, la quale prevede un gran numero di universi coesistenti col nostro governati da differenti leggi fisiche».
Riguardo alla grande macchia fredda individuata dal telescopio, Mersini ha commentato: «È l'impronta indelebile di un altro universo che sta oltre il nostro».